# Flagey (Bruxelles)
Flagey è un'istituzione culturale di Ixelles, con sede in place Flagey.
Costituitasi come società anonima (come Maison de la Radio Flagey) il 30 giugno 1998, e in ONLUS (con l'attuale nome),  ha come missione:
- di creare un polo culturale a Bruxelles, aperto alle differenti espressioni musicali e secondariamente a tutte le discipline artistiche
- di creare un polo architetturale e immobiliare, e la salvaguardia ed il riutilizzo del palazzo dell'INR (l'Institut national belge de radiodiffusion)
- di creare un polo sociale, gestito in comune dai rappresentanti delle differenti comunità del paese, in vista della creazione una istituzione culturale d'eccellenza a vocazione europea.

Il Flagey è anche spazio per la creazione di musica con studi di registrazione e sale da concerto, sede della Brussels Philharmonic. Si colloca fra l'altro ai confini dei quartieri bene degli stagni d'Ixelles e del mondo delle culture dell'immigrazione.